# Caryedes icamae
Caryedes icamae là một loài bọ cánh cứng trong họ Bruchidae. Loài này được Guerin-meneville miêu tả khoa học năm 1858.